# شهرستان وانگروویتس
شهرستان وانگروویتس (به لهستانی: Powiat Wągrowiec) یک شهرستان در لهستان است که در استان لهستان بزرگ‌تر واقع شده‌است. شهرستان وانگروویتس ۱٬۰۴۰٫۸ کیلومتر مربع مساحت و ۶۷٬۶۰۶ نفر جمعیت دارد.